# Stelian Moculescu
Stelian Moculescu (n. 6 mai 1950, Brașov, România) este un fost voleibalist și un antrenor de succes de volei care a antrenat echipe de volei masculin din Germania și echipele de volei masculin ale Germaniei și României.

## Carieră
Și-a început cariera de jucător la Știința Timișoara în 1964 și a devenit campion al României cu acest club în 1968. Cu echipa României a participat la Jocurile Olimpice de la München din 1972 (locul 5). A plecat din satul olimpic și a cerut azil politic.
Moculescu a devenit în Germania cel mai de succes antrenor de volei. A câștigat în calitate de jucător și antrenor peste 40 de titluri. Între 1997 și 2016, a câștigat 27 de titluri cu VfB Friedrichshafen: campionatul Germaniei și Cupa DVV de treisprezece ori, precum și Liga Campionilor la volei în 2007. De asemenea, a fost antrenor național al echipei naționale a Germaniei de două ori (1987-1990, 1999-2008) și antrenor al echipei naționale a României (2008–2012). În mai 2023, a devenit antrenorul echipei Dinamo București, dar a părăsit clubul în martie 2024.